# Austrália Ocidental
A Austrália Ocidental ou Austrália do Oeste (em inglês:  Western Australia, abreviado como WA) é um estado que ocupa toda a parte do terço ocidental da Austrália. É delimitado pelo Oceano Índico a norte e oeste e pelo Oceano Antártico a sul,[a] pelo Território do Norte a nordeste e pela Austrália Meridional a sudeste. A Austrália Ocidental é o maior estado da Austrália, com uma área total de 2 529 875 quilômetros quadrados e é a segunda maior subdivisão de um país do mundo, superada apenas pela República de Sakha na Rússia. O estado tem cerca de 2,6 milhões de habitantes – cerca de 11% do total nacional – dos quais a grande maioria (92%) vive no canto sudoeste, 79% da população vive na área de Perth, deixando o restante do estado escassamente povoado.
O primeiro visitante europeu na Austrália Ocidental foi o explorador neerlandês Dirk Hartog, que visitou a costa da Austrália Ocidental em 1616. O primeiro assentamento europeu da Austrália Ocidental foi estabelecido após o desembarque pelo major Edmund Lockyer em 26 de dezembro de 1826 de uma expedição em nome do governo colonial de Nova Gales do Sul. Ele estabeleceu uma guarnição militar apoiada por condenados em King George III Sound, na atual Albany, e em 21 de janeiro de 1827 tomou posse formal do terço ocidental do continente australiano para a Coroa Britânica. Isso foi seguido pelo estabelecimento da Colônia do Rio Swan em 1829, incluindo o local da capital atual, Perth.
York foi o primeiro assentamento no interior da Austrália Ocidental. Situado 97 quilômetros a leste de Perth, foi estabelecido em 16 de setembro de 1831.
A Austrália Ocidental alcançou o governo responsável em 1890 e federou-se com as outras colônias britânicas na Austrália em 1901. Hoje, sua economia depende principalmente de mineração, petróleo e gás, serviços e construção. O estado produz 46% das exportações da Austrália. A Austrália Ocidental é o segundo maior produtor de minério de ferro do mundo.

## História
Os primeiros habitantes da Austrália chegaram do norte há cerca de 40 000 a 60 000 anos. Ao longo de milhares de anos, eles finalmente se espalharam por toda o continente australiano. Os indígenas australianos já estavam estabelecidos há muito tempo na Austrália Ocidental quando os exploradores europeus começaram a chegar no início do século XVII.
O primeiro europeu a visitar a Austrália Ocidental foi um explorador neerlandês, Dirk Hartog, que em 25 de outubro de 1616 desembarcou no que hoje é conhecido como Cabo Inscription, na ilha Dirk Hartog. Durante o resto do século XVII, outros navegadores neerlandeses e britânicos encontraram a costa, geralmente sem querer, como demonstrado por muitos naufrágios de navios ao longo da costa que se desviaram da rota Brouwer (devido à má navegação e tempestades). Duzentos anos se passaram antes dos europeus acreditarem que o grande continente australiano realmente existia. No final do século XVIII, marinheiros britânicos e franceses começaram a explorar a costa ocidental da Austrália.
As origens do estado atual começaram com o estabelecimento por Lockyer de um assentamento em Nova Gales do Sul, apoiado por condenados, em King George III Sound. O assentamento foi formalmente estabelecido em 21 de janeiro de 1827 por Lockyer quando ele ordenou que a bandeira do Reino Unido fosse levantada e que as tropas fizessem uma cerimônia.

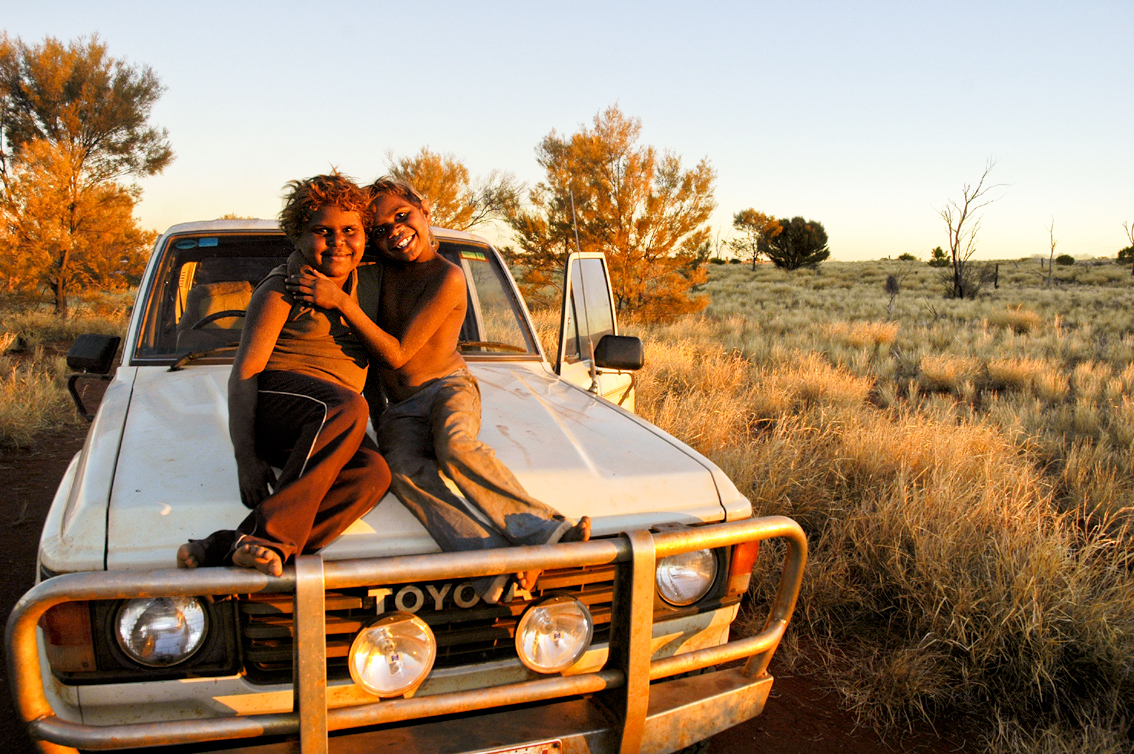
Crianças aborígenes, das regiões desérticas da Austrália Ocidental

O assentamento foi fundado em resposta às preocupações britânicas sobre a possibilidade de uma colônia francesa ser estabelecida na costa da Austrália Ocidental. Em 7 de março de 1831, o assentamento foi transferido para o controle da Colônia do Rio Swan e batizada de Albany em 1832.

Diferente de outros estados australianos, a Austrália Ocidental foi uma colônia de pessoas livres, e não uma colônia penal.

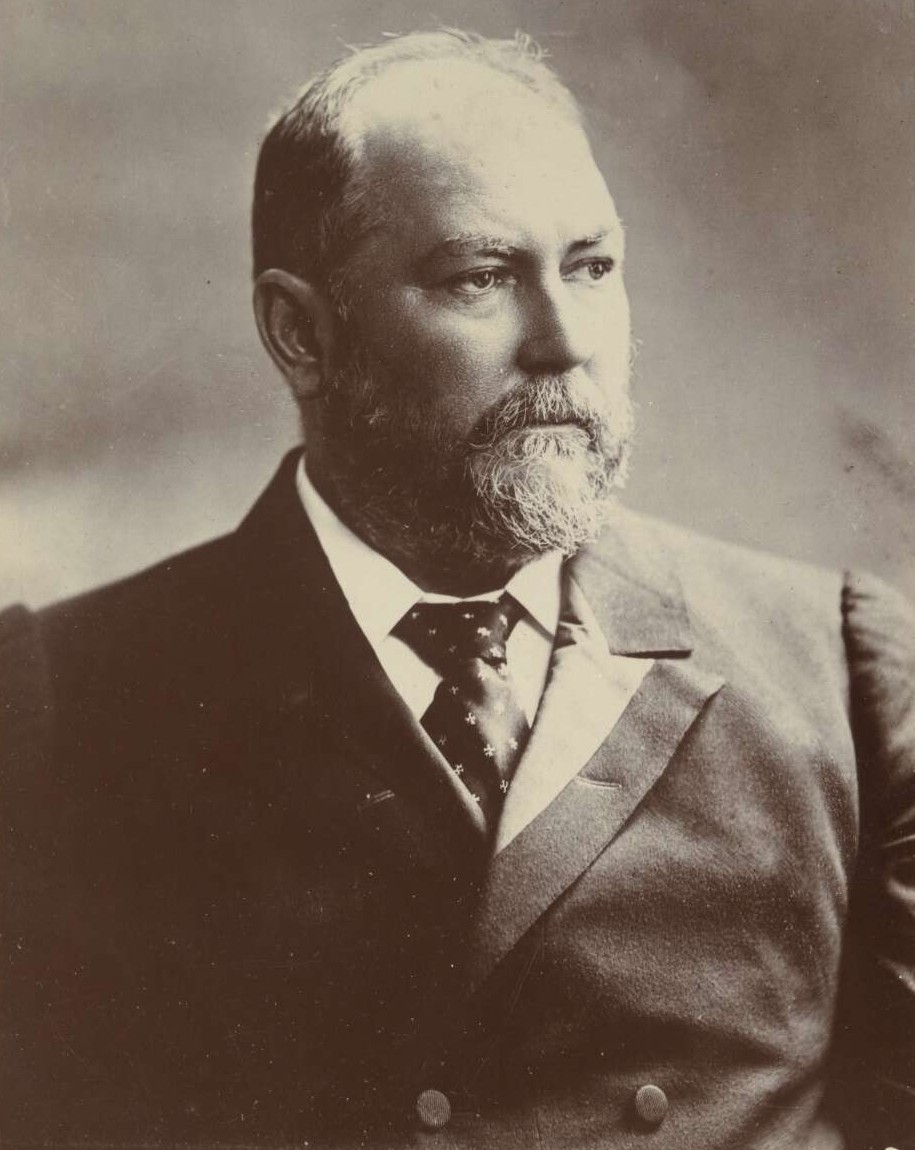
John Forrest foi o primeiro premier da Austrália Ocidental

Em 1829, a Colônia do Rio Swan foi estabelecida nas proximidades do rio Swan pelo capitão James Stirling. Em 1832, a população de colonos britânicos alcançara cerca de 1 500, e o nome oficial da colônia foi alterado para Austrália Ocidental. Os dois locais separados da colônia se desenvolveram lentamente na cidade portuária de Fremantle e na capital do estado, Perth. York foi o primeiro assentamento no interior da Austrália Ocidental, situado 97 quilômetros a leste de Perth e se estabeleceu em 16 de setembro de 1831. York foi o ponto de partida para os primeiros exploradores que descobriram as ricas reservas de ouro de Kalgoorlie. O crescimento populacional foi muito lento até que descobertas significativas de ouro foram feitas na década de 1890 em torno de Kalgoorlie.
Em 1887, uma nova constituição foi redigida, estabelecendo o direito de autogoverno dos australianos europeus e, em 1890, o ato de concessão de autogoverno à colônia foi aprovado pelo Parlamento Britânico. John Forrest tornou-se o primeiro premier da Austrália Ocidental.
Em 1896, o Parlamento da Austrália Ocidental autorizou a obtenção de um empréstimo para a construção de um oleoduto para transportar 23 megalitros (5 milhões de galões imperiais) de água por dia para os campos de ouro da Austrália Ocidental. O gasoduto, conhecido como Goldfields Water Supply Scheme, foi concluído em 1903. O'Connor, o primeiro engenheiro-chefe da Austrália Ocidental, projetou e supervisionou a construção do oleoduto. Atualmente, o que era um oleoduto leva água a 530 quilômetros de Perth para Kalgoorlie e é atribuída pelos historiadores como um fator importante que impulsionou a população e o crescimento econômico do estado.
Após uma campanha liderada por Forrest, os moradores da colônia da Austrália Ocidental (ainda chamada informalmente de Colônia do Rio Swan) votaram a favor da federação, onde a Austrália Ocidental se tornando oficialmente um estado australiano em 1º de janeiro de 1901.

## Geografia

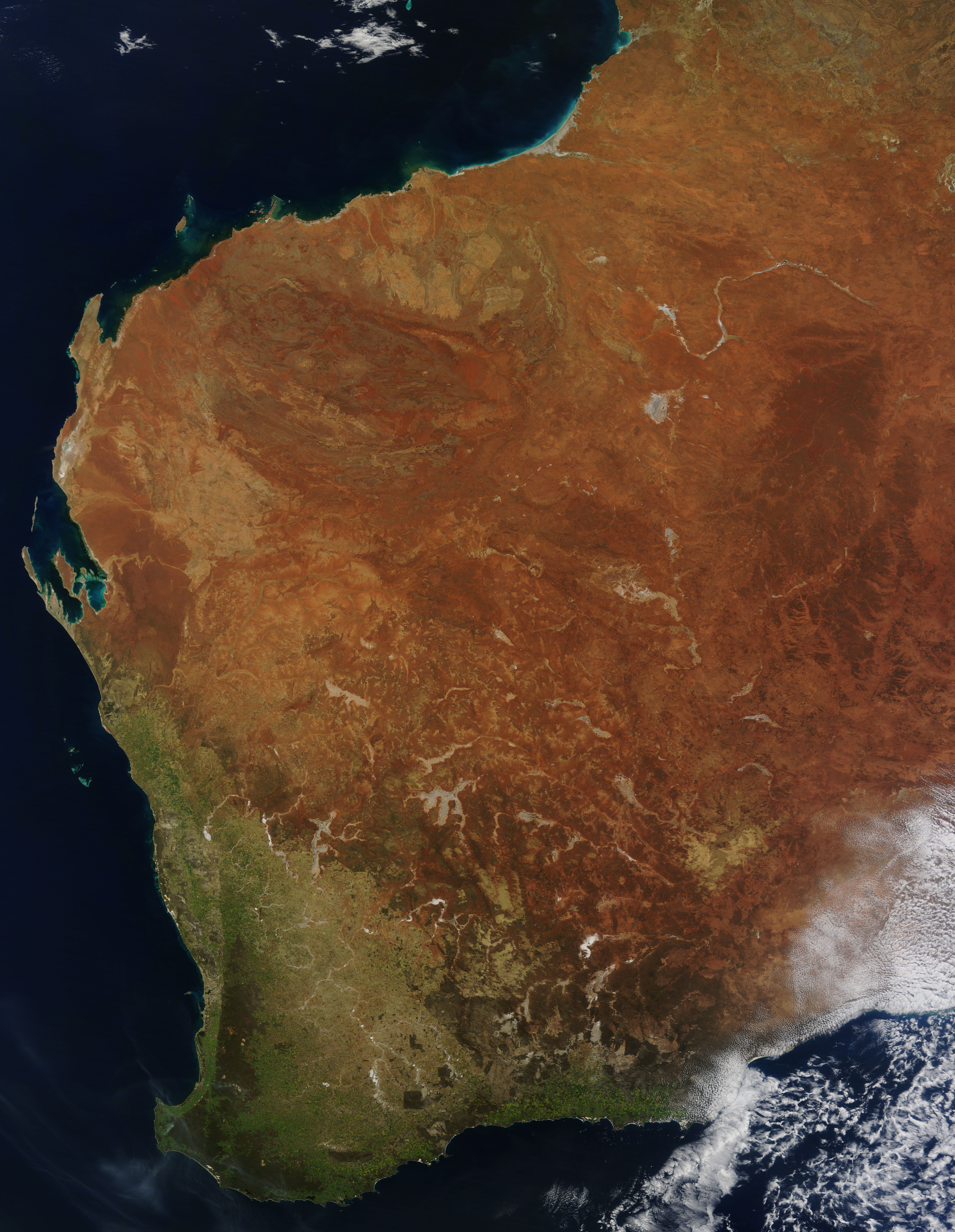
Imagem de satélite da Austrália Ocidental

A Austrália Ocidental é delimitada a leste pela longitude 129 °E, o meridiano 129 graus a leste de Greenwich, que define a fronteira com a Austrália Meridional e com o Território do Norte, e delimitada pelo Oceano Índico a oeste e norte. A Organização Hidrográfica Internacional designa a massa de água ao sul do continente como parte do Oceano Índico, mas na Austrália é oficialmente anunciado como o Oceano Antártico.[b]
O comprimento total da fronteira leste do estado é de 1 862 quilômetros. Existem 20 781 quilômetros de costa, incluindo 7 892 quilômetros de costa ilhada. A área total ocupada pelo estado é de 2,5 milhões de quilômetros quadrados, o que torna a Austrália Ocidental o segundo maior estatoide do mundo, atrás somente da República de Sakha na Rússia.

### Geologia
A maior parte da Austrália Ocidental consiste nos crátons de Yilgarn e de Pilbara, extremamente antigos, que se fundiram com o planalto do Decão da Índia, Madagascar e com os crátons de Karoo e do Zimbabwe da África Austral, no éon arqueano para formar Ur, um dos mais antigos supercontinentes da Terra (há entre 3200 e 3000 milhões de anos). Em maio de 2017, evidências da primeira vida conhecida na Terra podem ter sido encontradas em uma geiserita de 3480 milhões de anos e em outros depósitos minerais relacionados frequentemente encontrados em torno de fontes termais e gêiseres descobertos no cráton de Pilbara.
Como a única formação de montanhas desde então foi a da Cordilheira Stirling com a fenda da Antártida, a terra é extremamente erodida e antiga, onde nenhuma parte do estado está acima de 1 245 metros (altura do Monte Meharry, na Cordilheira Hamersley da região de Pilbara). A maior parte do estado é um planalto baixo, com uma altitude média de cerca de 400 metros, relevo muito baixo e sem escoamento superficial. Desce relativamente e acentuadamente às planícies costeiras, em alguns casos formando uma escarpa acentuada (como Darling Range perto de Perth).
A idade extrema da paisagem fez com que os solos se tornassem notavelmente inférteis e frequentemente laterizados. Mesmo solos derivados de rochas graníticas contêm uma ordem de magnitude menos fósforo disponível e apenas metade do nitrogênio que em solos de climas comparáveis em outros continentes. Os solos derivados de extensas planícies de areia ou pedras de ferro são ainda menos férteis, quase desprovidas de fosfato solúvel e deficientes em zinco, cobre, molibdênio e, às vezes, potássio e cálcio.
A infertilidade da maioria dos solos exigiu uma aplicação pesada de fertilizantes pelos agricultores. Isso resultou em danos às populações de invertebrados e bactérias. O pastoreio e o uso de mamíferos com cascos e, posteriormente, máquinas pesadas ao longo dos anos resultaram na compactação dos solos e em grandes danos aos solos frágeis.
O desmatamento em larga escala para a agricultura danificou os habitats da flora e fauna nativas. Como resultado, a região sudoeste do estado possui uma maior concentração de flora e fauna raras, ameaçadas ou em risco de extinção do que muitas áreas da Austrália, tornando-o um dos "pontos quentes" da biodiversidade do mundo. Grandes áreas da região do cinturão de trigo do estado têm problemas com a salinidade das terras secas e a perda de água doce.

### Clima

Mapa climático da Austrália Ocidental na classificação climática de Köppen

De acordo com a classificação climática de Köppen-Geiger, a área costeira do sudoeste apresenta um clima mediterrânico (Csa e Csb), e conforme se avança para o centro do estado, o clima se torna mais semiárido (BSk e BSh). A área costeira do sudoeste era originalmente arborizada, incluindo grandes áreas de karri, uma das árvores mais altas do mundo. Esta região agrícola é um dos nove habitats terrestres mais biodiversos, com uma proporção maior de espécies endêmicas do que a maioria das outras regiões equivalentes. Graças à corrente marítima Leeuwin, a área é uma das seis principais regiões para a biodiversidade marinha e contém os recifes de coral mais meridionais do mundo.
A faixa central do estado é pouco habitada e tem um clima extremamente árido e quente (BWh), que se torna semiárido (BSh) e savânico (Aw), respectivamente, conforme a latitude diminui em relação à Linha do Equador.

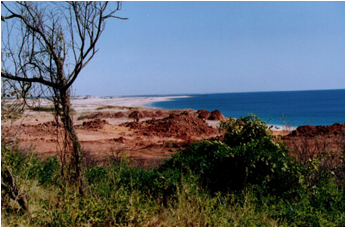
Cabo Leveque, Região de Kimberley

A única atividade econômica significativa no centro árido do estado, é a mineração. A precipitação anual média é inferior a 300 milímetros (8 a 10 polegadas), a maioria dos quais ocorre em quedas esporádicas torrenciais relacionadas a eventos de ciclones no verão.
Uma exceção a isso são as regiões tropicais do norte. Em Kimberley há um clima extremamente quente, com precipitação média anual variando de 500 a 1 500 milímetros (20 a 60 polegadas), mas há uma estação quase longa sem chuva de abril a novembro. Cerca de 85% do escoamento de água do estado ocorre em Kimberley, e acontece em violentas inundações. Por causa da pobreza insuperável dos solos geralmente rasos, o único desenvolvimento ocorreu ao longo do rio Ord.
A neve é rara no estado e normalmente ocorre apenas na Cordilheira Stirling, perto de Albany, pois é a única cordilheira a sul e suficientemente elevada. Mais raramente, a neve pode cair na região próxima de Porongurup Range. A neve fora dessas áreas é um grande evento, geralmente ocorre em áreas montanhosas do sudoeste da Austrália. A neve de nível mais baixo ocorreu em 26 de junho de 1956, quando foi registrado neve nas colinas de Perth, ao norte de Wongan Hills e ao leste de Salmon Gums. No entanto, mesmo na Cordilheira Stirling, as nevascas raramente excedem os 5 cm e raramente se duram por mais de um dia.
A temperatura mais alta já registrada na Austrália Ocidental foi de 50,5 °C, registrada na Estação Mardie em 19 de fevereiro de 1998. Já a temperatura mais baixa foi de −7,2 °C, registrada no Observatório Eyre Bird em 17 de agosto de 2008.
| Dados climáticos para Austrália Ocidental | Dados climáticos para Austrália Ocidental | Dados climáticos para Austrália Ocidental | Dados climáticos para Austrália Ocidental | Dados climáticos para Austrália Ocidental | Dados climáticos para Austrália Ocidental | Dados climáticos para Austrália Ocidental | Dados climáticos para Austrália Ocidental | Dados climáticos para Austrália Ocidental | Dados climáticos para Austrália Ocidental | Dados climáticos para Austrália Ocidental | Dados climáticos para Austrália Ocidental | Dados climáticos para Austrália Ocidental | Dados climáticos para Austrália Ocidental |
| Mês                                       | Jan                                       | Fev                                       | Mar                                       | Abr                                       | Mai                                       | Jun                                       | Jul                                       | Ago                                       | Set                                       | Out                                       | Nov                                       | Dez                                       | Ano                                       |
| ----------------------------------------- | ----------------------------------------- | ----------------------------------------- | ----------------------------------------- | ----------------------------------------- | ----------------------------------------- | ----------------------------------------- | ----------------------------------------- | ----------------------------------------- | ----------------------------------------- | ----------------------------------------- | ----------------------------------------- | ----------------------------------------- | ----------------------------------------- |
| Recorde alta °C (°F)                      | 49.8 (121.6)                              | 50.5 (122.9)                              | 48.1 (118.6)                              | 45.0 (113)                                | 40.6 (105.1)                              | 37.8 (100)                                | 38.3 (100.9)                              | 40.0 (104)                                | 43.1 (109.6)                              | 46.9 (116.4)                              | 48.0 (118.4)                              | 49.4 (120.9)                              | 50.5 (122.9)                              |
| Recorde baixa °C (°F)                     | 0.9 (33.6)                                | 0.5 (32.9)                                | −0.8 (30.6)                               | −2.2 (28)                                 | −5.6 (21.9)                               | −6.0 (21.2)                               | −6.7 (19.9)                               | −7.2 (19)                                 | −4.6 (23.7)                               | −5.0 (23)                                 | −2.1 (28.2)                               | 0.0 (32)                                  | −7.2 (19)                                 |
| Fonte: Bureau of Meteorology              |                                           |                                           |                                           |                                           |                                           |                                           |                                           |                                           |                                           |                                           |                                           |                                           |                                           |

### Flora e fauna

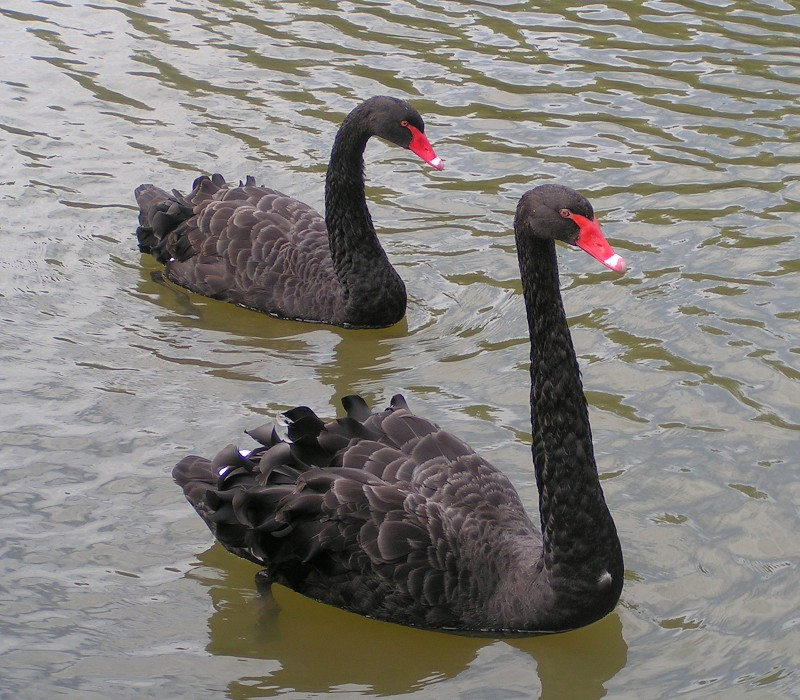
O cisne-negro é a ave estadual da Austrália Ocidental

A Austrália Ocidental abriga cerca de 540 espécies de aves (dependendo da taxonomia utilizada). Destes, cerca de 15 são endêmicos do estado. As melhores áreas para pássaros são o canto sudoeste do estado e a área em torno de Broome e Kimberley.
A flora da Austrália Ocidental compreende 10 162 espécies de plantas vasculares nativas catalogadas, juntamente com outras 1 196 espécies atualmente reconhecidas, mas sem registro. Elas se distribuem em 1 543 gêneros de 211 famílias, e também existem 1 276 espécies de plantas exóticas ou invasoras naturalizadas, que são mais conhecidas como ervas daninhas.
Em 1831, o botânico escocês Robert Brown produziu um artigo científico chamado: Visão Geral da Botânica nas Proximidades do Rio Swan, que fala sobre a vegetação da Colônia do Rio Swan.

## Demografia
Os europeus começaram a se estabelecer permanentemente no estado em 1826, quando Albany foi reivindicada pela Grã-Bretanha para impedir reivindicações francesas na parte ocidental do continente australiano. Perth foi fundada como Colônia do Rio Swan em 1829 por colonos britânicos e irlandeses, embora o posto avançado tenha sido desabilitado. Seus funcionários acabaram solicitando trabalho de condenados para aumentar sua população. Na década de 1890, a imigração interestadual, resultante de um boom na mineração na região de Goldfields, resultou em um aumento acentuado da população.
A Austrália Ocidental não recebeu fluxos significativos de imigrantes da Grã-Bretanha, Irlanda ou de outras partes do Império Britânico até o início do século XX. Naquela época, seus projetos locais (como o Esquema de Liquidação em Grupo da década de 1920, que incentivava os agricultores a se estabelecerem no sudoeste) aumentaram a conscientização sobre o ocidente da Austrália como destino para os colonos.
Liderada por imigrantes das Ilhas Britânicas, a população da Austrália Ocidental desenvolveu-se a um ritmo mais rápido durante o século XX do que anteriormente. Após a Segunda Guerra Mundial, os estados do leste e a Austrália Ocidental receberam um grande número de italianos, croatas e macedônios. Apesar disso, a Grã-Bretanha contribuiu com o maior número de imigrantes até hoje. A Austrália Ocidental - particularmente Perth - tem a maior proporção de britânicos de qualquer estado: 10,3% em 2011, em comparação com uma média nacional de 5,1%. Este grupo está fortemente concentrado em certas partes, onde são responsáveis por um quarto da população.

### Centros urbanos
| Posição | Local              | População | População | Região               |
| Posição | Local              | 2016      | 2011      | Região               |
| ------- | ------------------ | --------- | --------- | -------------------- |
| 1       | Perth              | 1 874 578 | 1 627 576 | Peel                 |
| 2       | Bunbury            | 71 090    | 64 385    | Sudoeste             |
| 3       | Geraldton          | 31 982    | 31 349    | Centro-Oeste         |
| 4       | Kalgoorlie-Boulder | 29 875    | 30 841    | Goldfields-Esperance |
| 5       | Albany             | 29 373    | 26 643    | Great Southern       |
| 6       | Busselton          | 25 329    | 21 407    | Sudoeste             |
| 7       | Karratha           | 15 828    | 16 475    | Pilbara              |
| 8       | Broome             | 13 984    | 12 766    | Kimberley            |
| 9       | Port Hedland       | 13 828    | 13 772    | Pilbara              |
| 10      | Esperance          | 10 421    | 9 919     | Goldfields-Esperance |
| 11      | Yanchep            | 8 859     | 4 247     | Peel                 |
| 12      | Collie             | 7 192     | 6 998     | Sudoeste             |
| 13      | Northam            | 6 548     | 6 580     | Wheatbelt            |
| 14      | Margaret River     | 6 392     | 5 314     | Sudoeste             |
| 15      | Dunsborough        | 6 039     | 4 531     | Sudoeste             |

### Ancestralidade e imigração
No censo australiano de 2016, as ancestralidades mais comumente nomeadas foram: 
- Inglesa (40,7%)
- Australiana (33,2%)[nota 3]
- Irlandesa (9,8%)
- Escocesa (9,4%)
- Italiana (5,4%)
- Chinesa (4,5%)
- Alemã (3,2%)
- Indígenas (3,1%)[nota 4]
- Indiana (3%)
- Neerlandesa (2,1%)
- Filipina (1,6%)
- Neozelandesa (1,4%)
- Sul-africana (1,3%)
- Maori (1,2%)

Cerca de 3,1% da população, ou 75 978 pessoas, se identificaram como indígenas australianos, o que inclui aborígenes e nativos do Estreito de Torres.

### Línguas
No censo de 2016, 75,2% dos habitantes falavam apenas o inglês em casa, com os seguintes idiomas sendo comuns: mandarim (1,9%), italiano (1,2%), vietnamita (0,8%), cantonês (0,8%) e tagalo (0,6%).

### Religiões
No censo de 2016, 55,5% dos entrevistados se identificaram como cristãos e 32,5% como sem religião (o que pode incluir deístas, ateus e agnósticos). Cerca de 10,3% optaram por não informar sua religião. As denominações cristãs mais comumente declaradas foram o catolicismo (21,4%) e o anglicanismo (14,3%).

## Economia

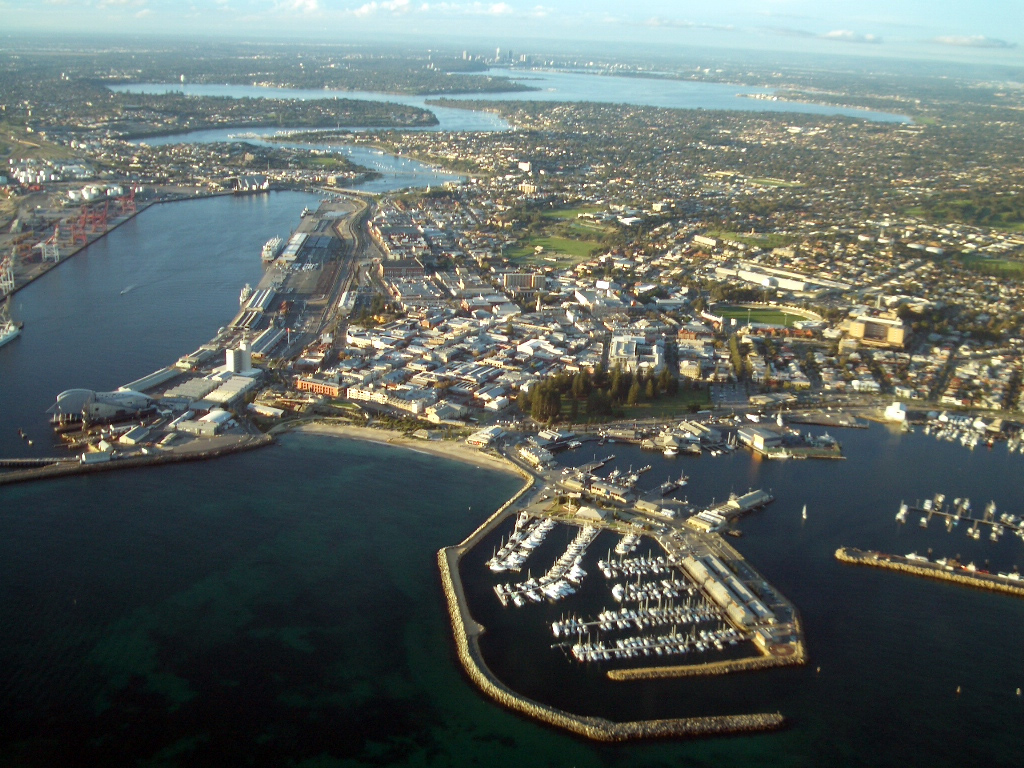
Vista aérea do porto de Fremantle, um dos principais portos da Austrália Ocidental

Mix de commodities de recursos da Austrália Ocidental, 2007

A economia da Austrália Ocidental é amplamente impulsionada pela extração e processamento de uma ampla gama de commodities minerais e de petróleo. A estrutura da economia está intimamente ligada a esses recursos naturais, proporcionando uma vantagem comparativa na extração e processamento de recursos. Como consequência:
- A Austrália Ocidental contribui com 58% das exportações de minerais e energia da Austrália,[50] potencialmente contribuindo com até 4,64% do PIB total da Austrália.[51]
- O produto interno bruto do estado por pessoa foi de A$ 98 997 em 2018-19, e é o mais alto dentre o de todos os estados da Austrália e muito acima da média nacional, que é de  A$ 74 873 per capita.[1]
- A diversificação (ou seja, uma maior variedade de commodities) nos últimos 15 anos forneceu uma base de produção mais equilibrada e menos dependência de apenas alguns dos principais mercados de exportação, isolando a economia das flutuações nos preços mundiais, em certa medida.
- Os serviços de finanças, seguros, propriedade e construção cresceram constantemente e aumentaram sua participação na produção econômica.[52]
- O crescimento recente da demanda global por minerais e petróleo, especialmente na China (minério de ferro) e no Japão (GNL), garantiu um crescimento econômico acima da média nacional.

As exportações para o exterior da Austrália Ocidental representaram 46% do total da nação. As principais commodities de exportação do estado incluem minério de ferro, alumina, níquel, ouro, amônia, trigo, lã, petróleo bruto e gás natural liquefeito (GNL).
A Austrália Ocidental é um dos principais extratores de bauxita, que também é transformada em alumina em quatro refinarias, fornecendo mais de 20% da produção mundial total. É o terceiro maior produtor de minério de ferro do mundo (15% do total mundial) e extrai 75% das 240 toneladas de ouro da Austrália. Os diamantes são extraídos na mina de diamantes Argyle, no extremo norte da região de Kimberley. O carvão extraído em Collie é o principal combustível para a geração de eletricidade com carga de base no sudoeste do estado.

A produção agrícola do estado é um dos principais contribuintes para a economia estadual e nacional. Embora tendesse a ser altamente sazonal, a produção de trigo 2006-07 no estado foi de quase 10 milhões de toneladas, representando quase metade do total da nação. e fornecendo A$ 1,7 bilhão em receita de exportação.

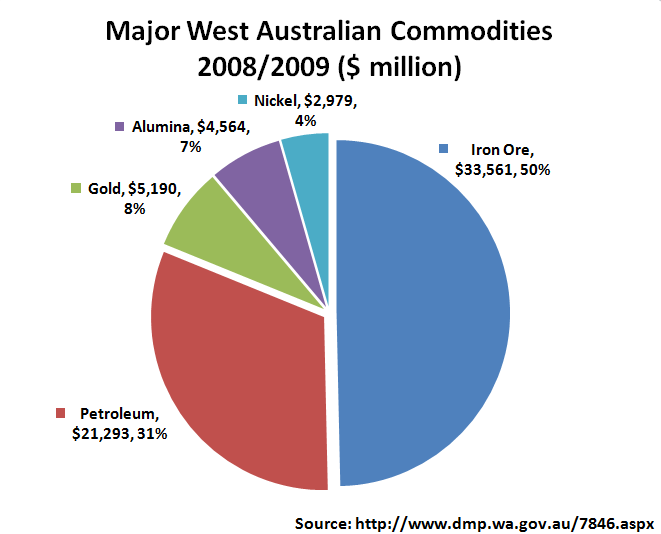
Maior mix de commodities, 2008-2009

Outra produção agrícola significativa inclui cevada, ervilha, lã, cordeiro e carne bovina. Existe um alto nível de demanda no exterior de animais vivos da Austrália Ocidental, impulsionada principalmente pelos confinamentos do sudeste da Ásia e pelos países do Oriente Médio, onde as tradições culturais e religiosas e a falta de instalações de armazenamento e refrigeração favorecem mais a importação dos animais vivos do que as importações de carne processada. Cerca de metade das exportações de gado vivo da Austrália vem do estado da Austrália Ocidental.
O crescimento do setor de recursos nos últimos anos resultou em escassez significativa de mão-de-obra e habilidades, levando a esforços recentes do governo do estado para incentivar a imigração interestadual e internacional. De acordo com o censo de 2006, a renda individual mediana era de A$ 500 por semana na Austrália Ocidental (em comparação com A$ 466 na Austrália como um todo). A renda familiar mediana era de A$ 1 246 por semana (em comparação com A$ 1 171 na Austrália). O crescimento recente também contribuiu para aumentos significativos nos valores médios das propriedades em 2006, embora tenham atingido um pico em 2007. Os preços das propriedades de Perth ainda são os segundos mais altos na Austrália, atrás de Sydney, e os altos preços de aluguel continuam sendo um problema.

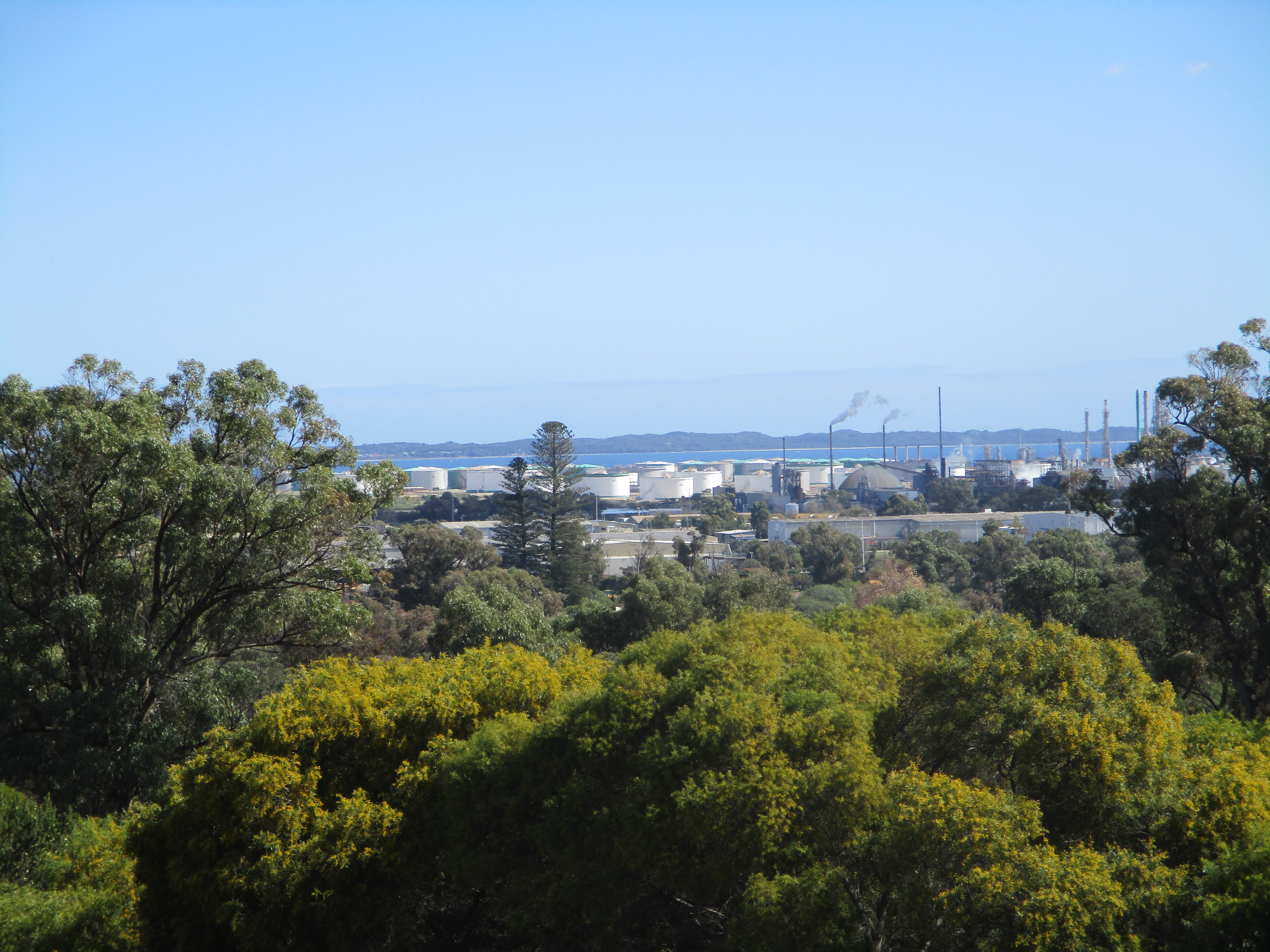
Refinaria de petróleo de Kwinana

Localizada ao sul de Perth, a pesada área industrial de Kwinana possui a maior refinaria de petróleo do país, com uma capacidade de produção de 146 000 barris de petróleo por dia, produzindo a maior parte da gasolina e diesel do estado. Kwinana também abriga plantas de processamento de alumina e níquel, instalações portuárias para exportação de grãos e outros produtos a granel e apoia indústrias de mineração e petróleo, como engenharia pesada e leve, e fabricação de metais. A construção naval e as indústrias de suporte associadas são encontradas na cidade vizinha Henderson, ao norte de Kwinana. Indústrias secundárias significativas incluem a fabricação de produtos de cimento e construção, moagem de farinha, processamento de alimentos, produção de ração animal, construção de carrocerias e impressão automotiva.
A Austrália Ocidental possui uma indústria pesqueira significativa. Os produtos para consumo e exportação locais incluem lagostas, camarões, caranguejos, tubarões e atuns, além de pesca de pérolas na região de Kimberley, no estado. O processamento é realizado ao longo da costa oeste. A caça às baleias era uma indústria naval chave, mas cessou em Albany em 1978.

### Turismo

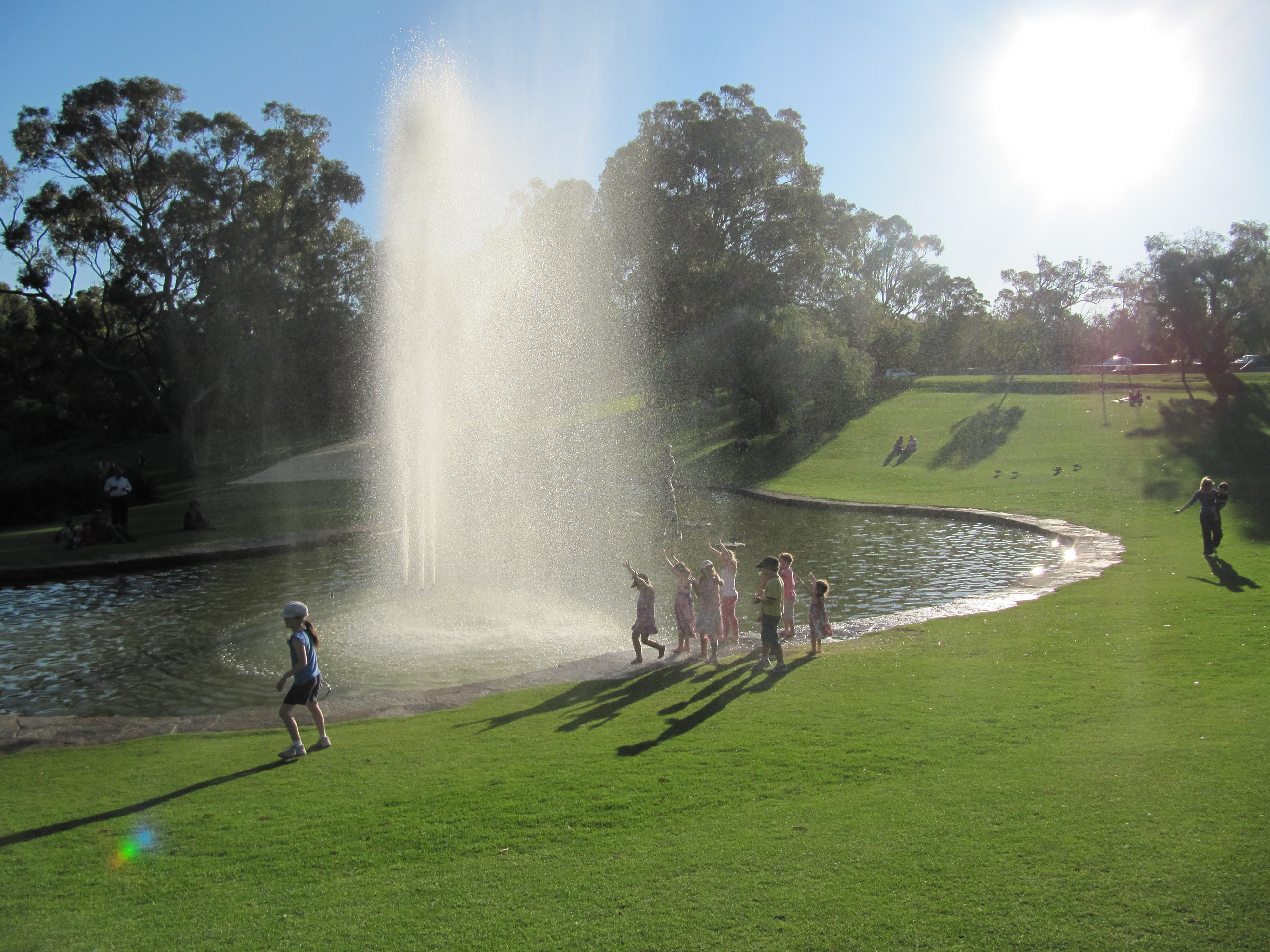
Jardim Botânico da Austrália Ocidental

Nos últimos anos, o turismo cresceu em importância, com um número significativo de visitantes do estado vindos do Reino Unido e da República da Irlanda (28%), de outros países europeus (14%) de Singapura (16%), do Japão (10%) e da Malásia (8%). A receita do turismo é um forte motor econômico em muitos dos pequenos centros populacionais fora de Perth, especialmente em locais costeiros.
O turismo forma uma parte importante da economia da Austrália Ocidental, com 833 100 visitantes internacionais, representando 12,8% do total do turismo internacional para a Austrália no ano que termina em março de 2015. Os três principais mercados de origem incluem o Reino Unido (17%), Singapura (10%) e Nova Zelândia (10%), com a maioria dos objetivos de visitação sendo motivos de férias. A indústria do turismo contribui com A$ 9,3 bilhões para a economia da Austrália Ocidental e cria um total de 94 000 empregos no estado. Direta e indiretamente, o setor representa 3,2% da economia do estado, enquanto comparativamente, a maior fonte de receita do estado é o setor de mineração, gera 31%.
A Tourism WA é a agência governamental responsável por promover a Austrália Ocidental como destino de férias.

## Política
A Austrália Ocidental recebeu um governo autônomo em 1890, com um parlamento bicameral localizado em Perth, o Parlamento da Austrália Ocidental, composto pela Assembleia Legislativa (ou câmara baixa), que possui 59 membros; e o Conselho Legislativo (ou câmara alta), que tem 36 membros. O sufrágio é universal e obrigatório para cidadãos com mais de 18 anos de idade.

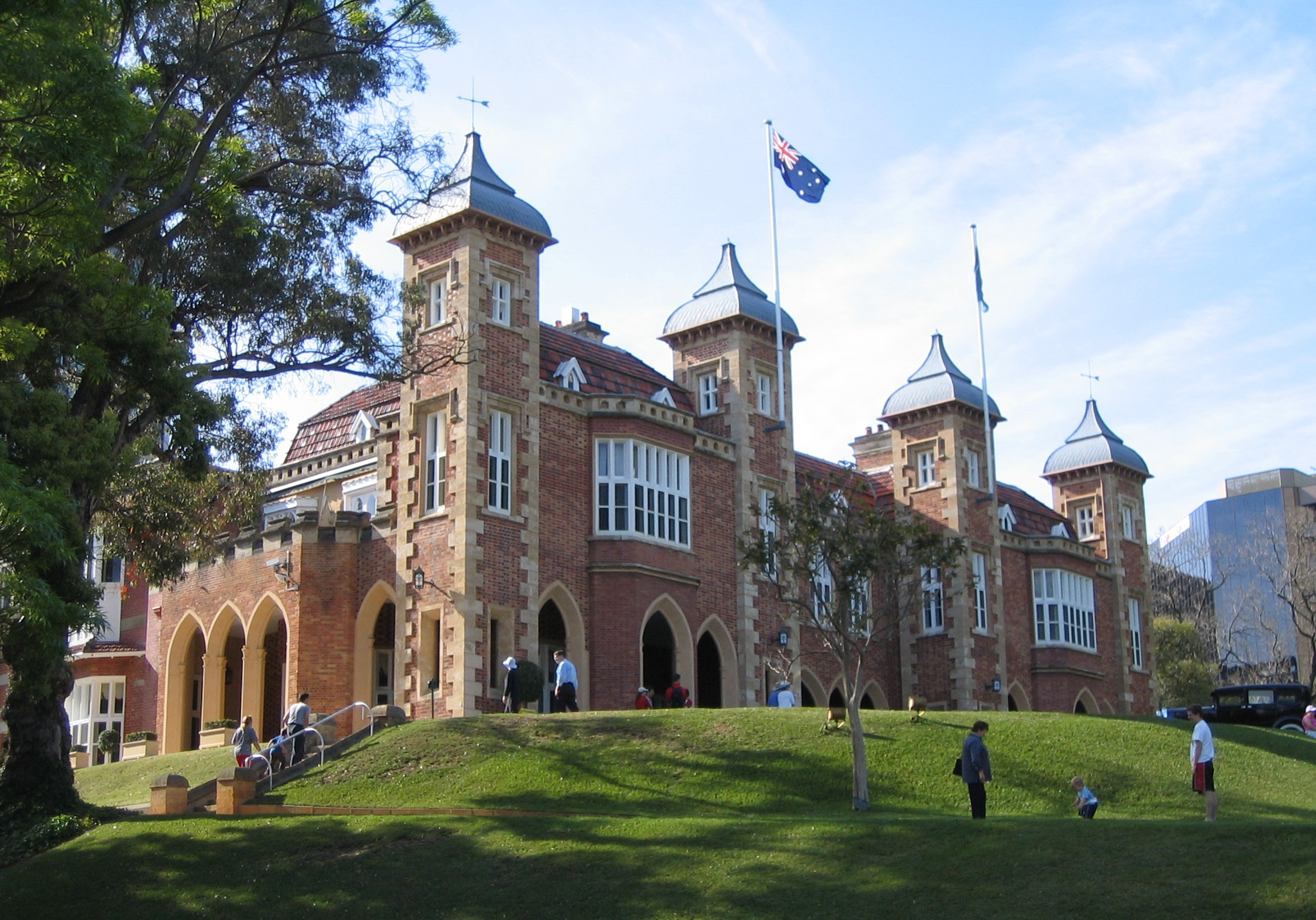
Casa do governo da Austrália Ocidental

Com a federação das colônias australianas em 1901, a Austrália Ocidental se tornou um estado dentro da estrutura federal da Austrália, isso envolveu ceder certos poderes ao governo da Comunidade de acordo com a Constituição, todos os poderes não concedidos especificamente à Comunidade permaneceram unicamente com o Estado. No entanto, com o tempo, a Comunidade expandiu efetivamente seus poderes através do aumento do controle dos impostos e da distribuição financeira.
Enquanto o soberano e monarca da Austrália Ocidental é o rei da Austrália, rei Carlos III, e seu papel protocolar é investido nominalmente em seu representante do Estado, o governador, atualmente Chris Dawson, o poder executivo cabe ao premier e ministros provenientes do partido ou coalizão de partidos que mantém maioria dos assentos na Câmara Baixa do Parlamento (a Assembleia Legislativa.) Mark McGowan é o primeiro-ministro, depois de derrotar Colin Barnett nas eleições estaduais de 11 de março de 2017.

### Secessão
O secessionismo tem sido uma característica recorrente do cenário político da Austrália Ocidental desde pouco depois do assentamento europeu em 1826. A Austrália Ocidental foi a participante mais relutante da Comunidade da Austrália. A Austrália Ocidental não participou da primeira conferência da federação. Residentes de longa duração da Austrália Ocidental geralmente se opunham à federação, no entanto, a descoberta de ouro trouxe muitos imigrantes de outras partes da Austrália. Foram esses residentes, principalmente em Kalgoorlie, mas também em Albany, que votaram para que o estado ingressasse na Comunidade, e considerou-se a proposta dessas áreas serem admitidas separadamente como colônia sob o nome Auralia.
Em um referendo em abril de 1933, 68% dos eleitores votaram para o estado deixar a Comunidade da Austrália com o objetivo de retornar ao Império Britânico como um território autônomo. O governo do estado enviou uma delegação a Westminster, mas o governo britânico recusou-se a intervir e, portanto, nenhuma ação foi tomada para implementar essa decisão.

### Governo local
A Austrália Ocidental está dividida em 139 áreas de governo local, incluindo a Ilha Christmas e as Ilhas Cocos (Keeling). Seu mandato e operações são regidos pela Lei do Governo Local de 1995.

## Educação

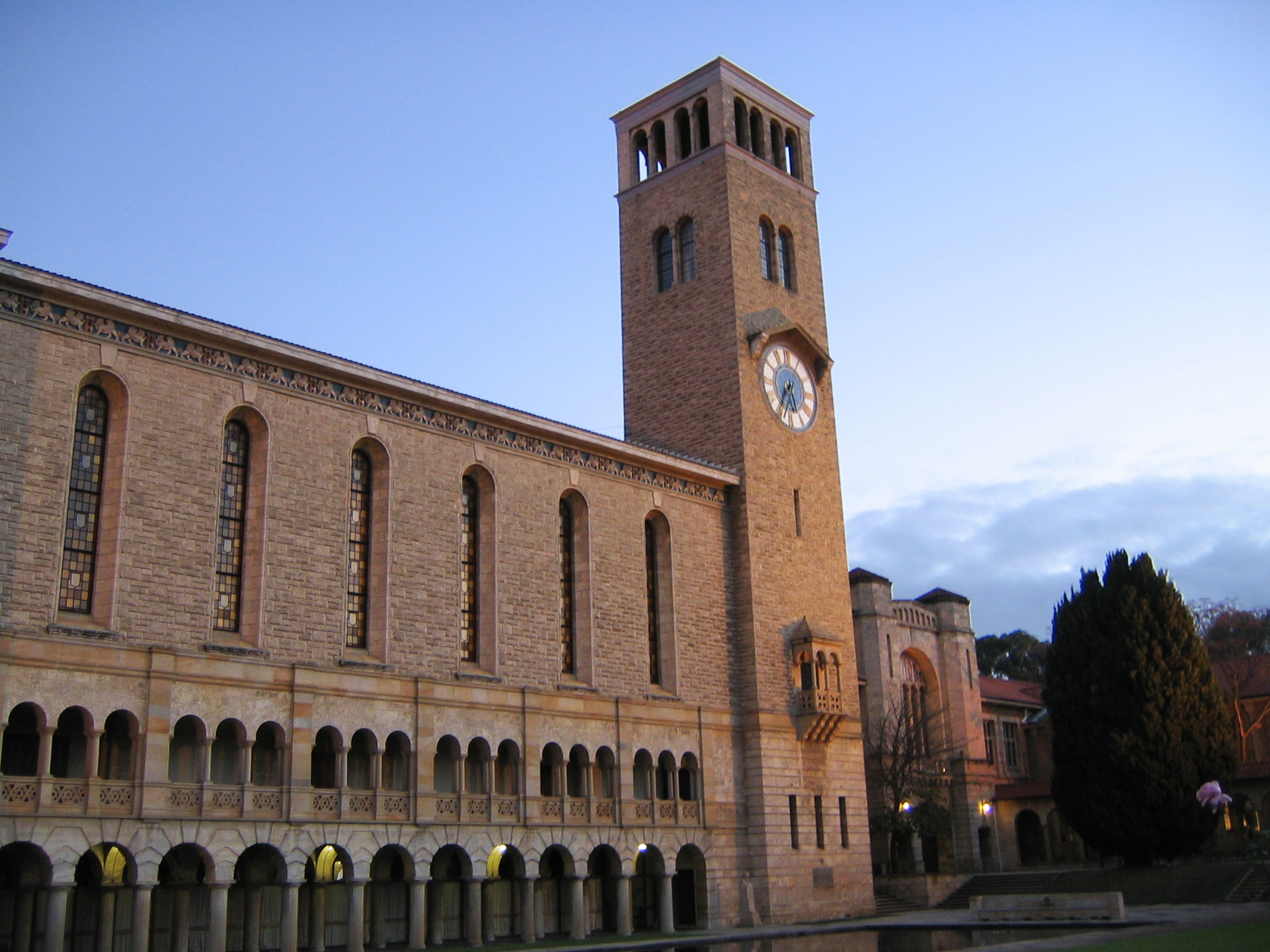
Winthrop Hall, o marco mais proeminente no campus principal da UWA

### Ensino primário e secundário
A educação na Austrália Ocidental consiste em um ano de pré-escola aos 4 ou 5 anos de idade, seguido de seis anos de ensino fundamental para todos os alunos a partir de 2015. Aos 12 ou 13 anos, os alunos começam os seis anos de ensino médio. Os alunos devem frequentar a escola até os 16 anos de idade. As pessoas de 16 e 17 anos devem estar matriculadas na escola ou em uma organização de treinamento, estar empregadas ou estar em uma combinação de escola com treinamento e emprego. Os alunos têm a opção de estudar em uma faculdade TAFE após o ano 10, ou continuar até o ano 12 com cursos profissionalizantes ou cursos de ingresso na universidade.

### Ensino superior
Existem cinco universidades na Austrália Ocidental. Elas consistem em quatro universidades públicas com sede em Perth: a Universidade da Austrália Ocidental, Universidade Curtin, Universidade Edith Cowan, Universidade Murdoch, e uma universidade católica romana privada de Fremantle, a Universidade de Notre Dame Austrália. A Universidade de Notre Dame também é uma das duas únicas universidades privadas da Austrália, juntamente com a Universidade Bond, uma instituição de ensino particular sem fins lucrativos sediada em Gold Coast, no estado de Queensland.

## Transportes

### Rodovias

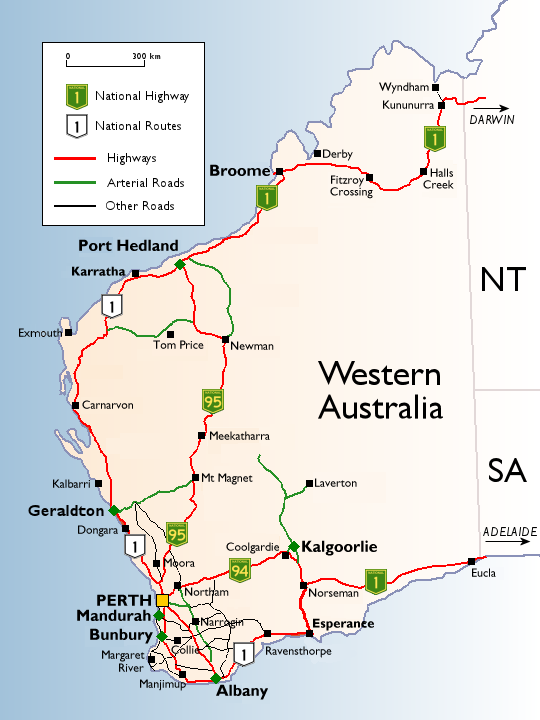
Cidades, vilas, assentamentos e rede de estradas da Austrália Ocidental

As rotas rodoviárias na Austrália Ocidental ajudam os motoristas a navegar nas estradas nas áreas urbanas, rurais e cênicas do estado. O sistema de numeração de rotas é composto por Rodovias Nacionais, Rotas Nacionais, Rotas Estaduais e Unidades de Turismo. Cada rota possui um número único, exceto a Rodovia Nacional 1 e a Rota Nacional 1, que marcam a Rodovia 1 na Austrália Ocidental. As rotas são indicadas em sinais direcionais e postes na estrada por marcadores numerados adequadamente, cujo design varia de acordo com o tipo de rota.
As Rodovias Nacionais e as Rotas Nacionais são definidas pelo Governo Federal ao longo de estradas de importância nacional, enquanto as Rotas Estaduais e Unidades de Turismo são designadas pelo Governo do Estado. As rodovias e algumas estradas arteriais são controladas e mantidas pela Main Roads Western Australia, embora as rodovias nacionais sejam financiadas pelo governo federal. As estradas restantes são geralmente de responsabilidade dos governos locais, embora existam também algumas estradas particulares e estradas do Departamento de Meio Ambiente e Conservação.

### Ferrovias
As ferrovias da Austrália Ocidental foram desenvolvidas no século XIX pelo governo da Austrália Ocidental e por várias empresas privadas. Hoje, os serviços ferroviários de passageiros são controlados pela Autoridade de Transporte Público (um departamento do governo da Austrália Ocidental) através da Transperth, que opera o transporte público em Perth, e da Transwa, que opera serviços de passageiros no país. A Great Southern Rail opera o Indian Pacific, que é um serviço ferroviário de passageiros que opera entre Sydney, na costa do Oceano Pacífico, e Perth, na costa do Oceano Índico.

### Aerovias
O principal aeroporto do estado é o Aeroporto Internacional de Perth, que é o quarto aeroporto mais movimentado da Austrália, medido pelos movimentos de passageiros.  O Aeroporto de Perth e o Aeroporto de Jandakot, o outro aeroporto civil na área metropolitana de Perth, registraram um total combinado de 362 782 movimentos de aeronaves em 2017. Outros aeroportos importantes incluem os aeroportos das cidades de Bunbury, Geraldton, Kalgoorlie e Albany.